# 엘로쿠티오
엘로쿠티오(Elocutio, 그리스어: lexis 또는 phrasis) 또는 표현술은 서양 고전 수사학에서 방식 장치와 수사법을 숙달하는 것을 의미하는 라틴어 용어이다. 엘로쿠티오 또는 문체는 연설 및 글쓰기의 기술과 전달과 관련된 고전 수사학의 다섯 가지 카논 중 세 번째이다. (나머지는 인벤티오, 디스포시티오, 메모리아, 프로눈티아티오이다.)

## 어원
엘로쿠티오라는 단어는 "말하다"를 의미하는 라틴어 loquor에서 유래했다. 엘로쿠티오는 일반적으로 수사학적 문체를 의미한다. 비슷한 용어로는 능변과 엘로쿠션(elocution)이 있다.

## 요소
웅변가나 작가는 특정 담론에 대한 문체를 개발할 때 여러 가지를 결정해야 했다.

### 문체 수준
첫째, 문체 수준이 있었다. 평이한(attenuata 또는 subtile), 중간(mediocris 또는 robusta), 또는 높은(florida 또는 gravis) 수준이다. 작가들은 기본 문체를 주제와 청중에 맞추도록 지시받았다. 예를 들어, 마르쿠스 파비우스 퀸틸리아누스는 그의 인스티투티오 오라토리아(Institutio Oratoria)에서 평이한 문체는 지시에 적합하고, 중간 문체는 감동적인 웅변에, 높은 문체는 매력적인 담론에 적합하다고 보았다. 오늘날 엘로쿠션과 수사학은 마지막 문체와 관련되어 있지만, 수사학자들에게 각 문체는 수사학에서 유용했다.

### 문체의 미덕
고대 저자들은 좋은 문체를 달성하는 데 필요한 네 가지 요소가 정확성, 명료성, 적합성, 그리고 장식이라는 데 동의했다.
때때로 "순수성"으로 번역되는 정확성은 웅변가가 현재 통용되는 단어를 사용하고, 작성하는 언어의 문법 규칙을 준수해야 함을 의미했다. 정확성 규칙은 전통 문법에서 파생된 문법 및 용례 표준이다.
명료성과 관련하여 대부분의 고대 교사들은 명료성이란 웅변가가 일상적인 의미로 단어를 사용해야 함을 의미한다고 생각했다. 명료성의 목표는 창문을 통해 빛처럼 의미가 "빛나게" 하는 것이었다.
적합성은 아마도 주어진 상황에 적절한 것을 말하거나 행하는 것을 의미하는 그리스 수사학 개념 to prepon에서 파생되었을 것이다. 고대 교사들은 카이로스에 대한 면밀한 주의가 적절한 문체를 결정하는 데 도움이 될 것이라고 가르쳤다.
문체의 탁월함 중 마지막이자 가장 중요한 것은 장식인데, 이는 언어의 비범하거나 특이한 사용으로 정의된다.

### 문체 수사법
장식은 크게 세 가지 범주로 나뉘었다: 언어 수사법, 사고 수사법, 그리고 수사적 전의. 언어 수사법은 언어의 모든 기교적인 패턴 또는 배열이다. 사고 수사법은 아이디어, 감정, 개념, 그리고 일반적인 논증 패턴에서 벗어나는 사고 수사법의 기교적인 표현이다. 수사적 전의는 하나의 용어를 다른 용어로 기교적으로 대체하는 것이다.
수사법에 많은 관심이 집중되었는데, 이는 다양한 유형과 하위 유형으로 분류되었다. 한 르네상스 작가인 헨리 피첨 (1546년생)은 184가지의 다른 수사법을 열거했지만, 이는 르네상스 시대에 시작된 문체에 대한 과도한 강조의 표현이라고 주장할 수 있다.
또한 엘로쿠티오에 중요한 것은 현재 일반적으로 문법적인 것으로 간주될 주제들이었다: 구두점과 접속사의 올바른 사용; 문장에서 단어의 바람직한 순서 (영어와 달리 많은 언어는 단어 간의 관계를 설정하는 데 단어 순서에 덜 의존하므로 단어 순서의 선택은 기능보다 형식에 더 중점을 둘 수 있음); 그리고 문장의 길이.

## 같이 보기
- 문체
- 수사법
- 수사학